# Кротоне
Крото́не (итал. Crotone МФА: [kroˈtone]о файле), до 1928 года Котро́не (Cotrone, сиц. Cutroni), в древности Кро́тона (греч. Κρότωνας, Κρότων, лат. Croton, Croto, Crotus, Crotona, Crotonium) — древний город-порт на берегу Тарентского залива, в итальянском регионе Калабрия, с 1994 г. административный центр одноимённой провинции.

## Великая Греция
Кротон был основан греками-ахейцами в 710 году до нашей эры (по легенде — Мискелом, назвавшим его в честь Кротона, которому Геракл предсказал, что на месте его дома внуки построят город). Несмотря на изъяны бухты, город служил единственной гаванью на отрезке побережья от Тарента до Регия, благодаря чему быстро достиг процветания. Древнее поселение занимало холм, где со временем возник традиционный для эллинских полисов акрополь.
Начиная с 580 года до нашей эры кротонцы блистали на Олимпийских играх и славились в Элладе искусством врачевания. Демокед из Кротона упомянут Геродотом как «врач, превосходивший искусством всех своих современников». В 530 году до н. э. Пифагор основал в Кротоне философско-этическую школу, которая поддерживала местное олигархическое правительство. В 510 году до н. э. Милон Кротонский разгромил главного соперника Кротоны — город Сибарис. Вскоре после этого была установлена тирания Клиния. Пифагорейцы покинули Кротон, и на смену тирании пришло народовластие. На исходе VI века до нашей эры Кротон на короткое время стал самым могущественным городом Великой Греции.
К IV веку до нашей эры наметились признаки кризиса. В 379 году до н. э. Кротон на 12 лет перешёл под власть сиракузского тирана Дионисия I. В 295 году до н. э. в Кротоне правил тиран Менедем, который был изгнан сиракузским царём Агафоклом, после чего город ненадолго вошёл в состав его сиракузской державы.

## Древний Рим

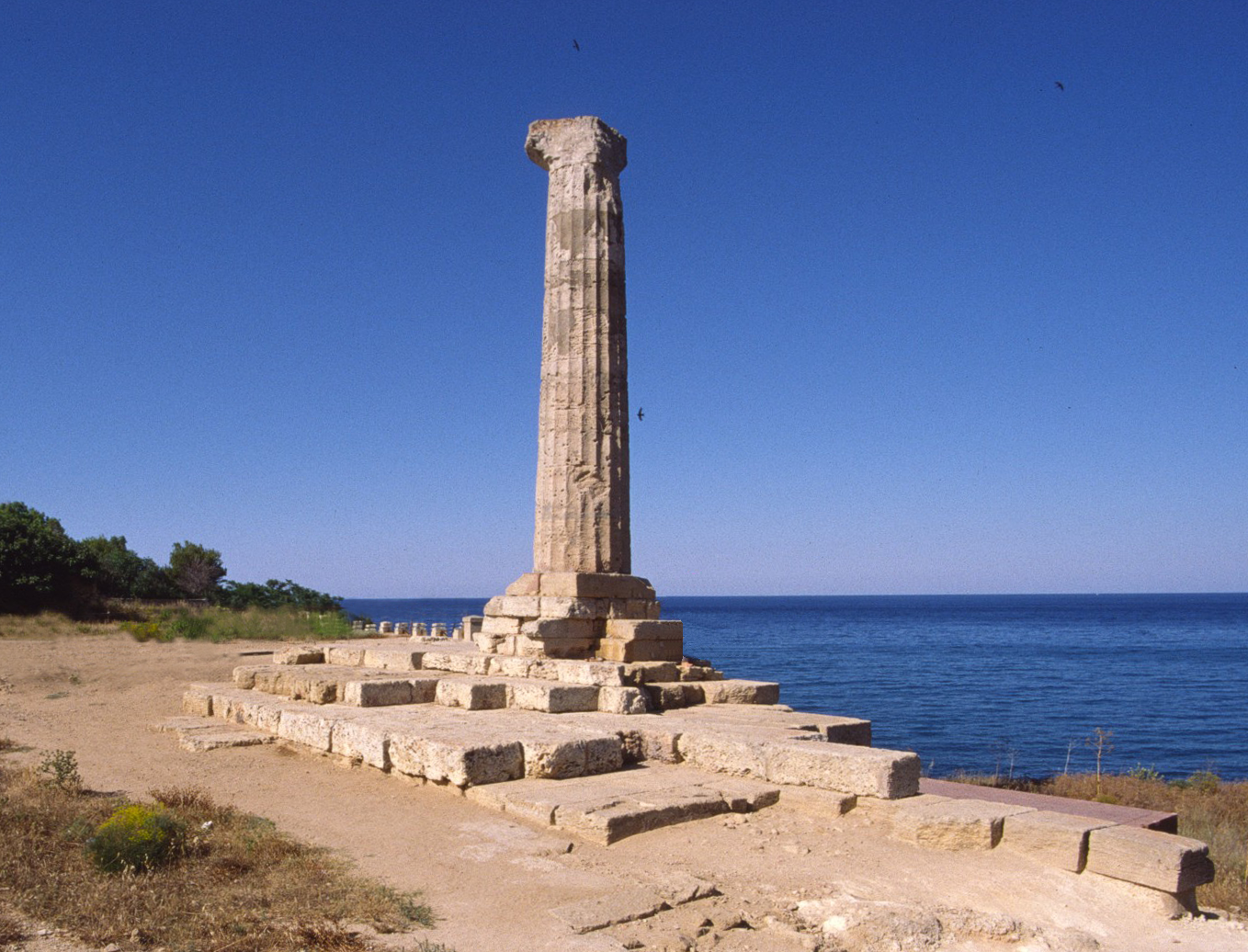
Храм Юноны Лацинийской на мысе Капо-Колонна

Кротон существенно ослабел вследствие Пирровой войны и в 277 году до н. э. впервые покорился римлянам, от которых вновь отпал во время вторжения в Италию армии Ганнибала. Окончательно стал римской колонией в 194 году до н. э. О разрушительных последствиях Пирровых войн сообщает Тит Ливий:

Стена, окружавшая Кротон до прихода Пирра в Италию, имела в окружности двенадцать миль; после опустошений, произведенных тою войной, заселена была едва половина города. Река протекала раньше в центре города, теперь она текла по местам, мало застроенным, крепость же оказалась вдали от всякого жилья.— Тит Ливий. История от основания города
В Кротоне помещено действие последней сохранившейся части «Сатирикона». Герои романа, взобравшись на гору у моря, обнаруживают, что «с неё открывался вид на какой-то город, расположенный совсем недалеко от нас на высоком холме. Блуждая по незнакомой местности, мы не знали, что это такое, пока наконец какой-то хуторянин не сообщил нам, что это Кротона, город древний, когда-то первый в Италии».
От древнего города почти ничего не сохранилось, лишь на Лацинийском холме напоминает о святилище Юноны одинокая мраморная колонна (из-за которой мыс именуется Капо-Колонна, Capo Colonna):

В шести милях от знаменитого города находился ещё более знаменитый храм Лацинийской Юноны, почитаемой всеми окрестными народами. Он стоял в густой роще, огражденный высокими пихтами; в середине её было роскошное пастбище, где пасся всякий скот, посвященный богине. <…> Храм был славен богатством, не только святостью.— Тит Ливий. История от основания города

## Позднейшая история
Кротон редко упоминается во времена Римской империи, что свидетельствует о его упадке. В VI веке выдержал осаду Тотилы, впоследствии вошёл в Равеннский экзархат. В 870 был разграблен сарацинами, которые казнили епископа и часть горожан, пытавшихся укрыться в соборе.
Покровителями города почитаются Пресвятая Богородица (Santa Maria di Capo Colonna), празднование в третье воскресение мая, и святой Дионисий Ареопагит, празднование 9 октября.
При Муссолини город стал крупнейшим промышленным центром Калабрии, чему благоприятствовала близость гидроэлектростанции. В 1980-е гг. в связи с банкротством основных заводов испытал экономический кризис. В 1996 г. пострадал от наводнения. С 1955 г. в Кротоне ведутся археологические раскопки.

## Достопримечательности
Кротоне — город современной застройки. О древности поселения напоминают замок Карла V, превращённый в городской музей, где выставлены в числе прочего и результаты новейших археологических раскопок, небольшое укрепление La Castella на островке в бухте и романский собор с фасадом в стиле классицизма и «чёрной мадонной» из святилища на мысе Колонна.

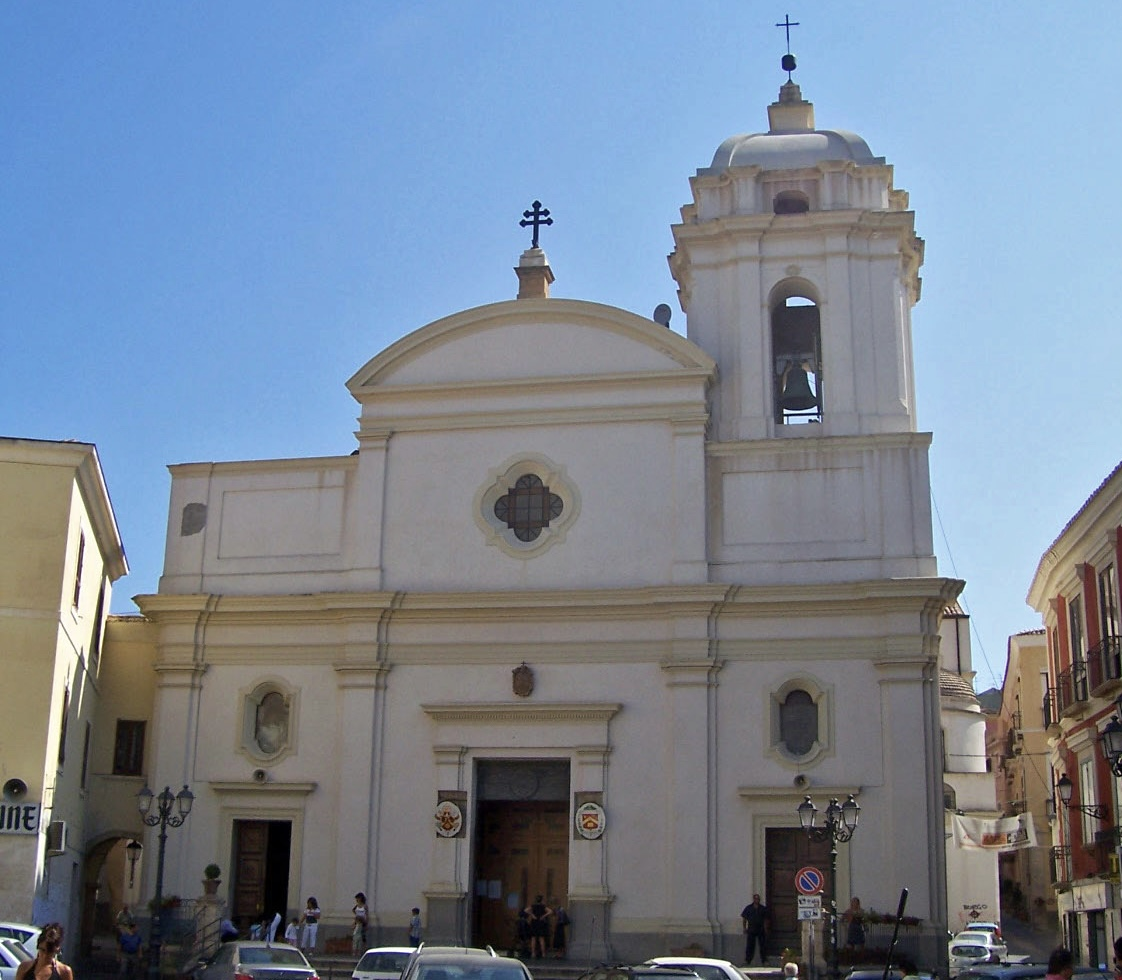
Кафедральный собор Успения Пресвятой Богородицы.
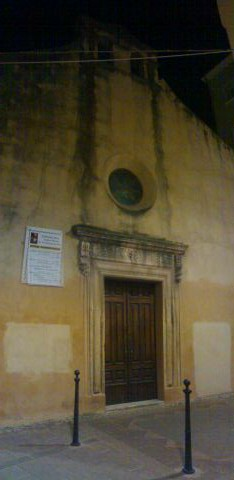
Храм Пресвятой Богородицы (Chiesa di Santa Maria Prothospataris).
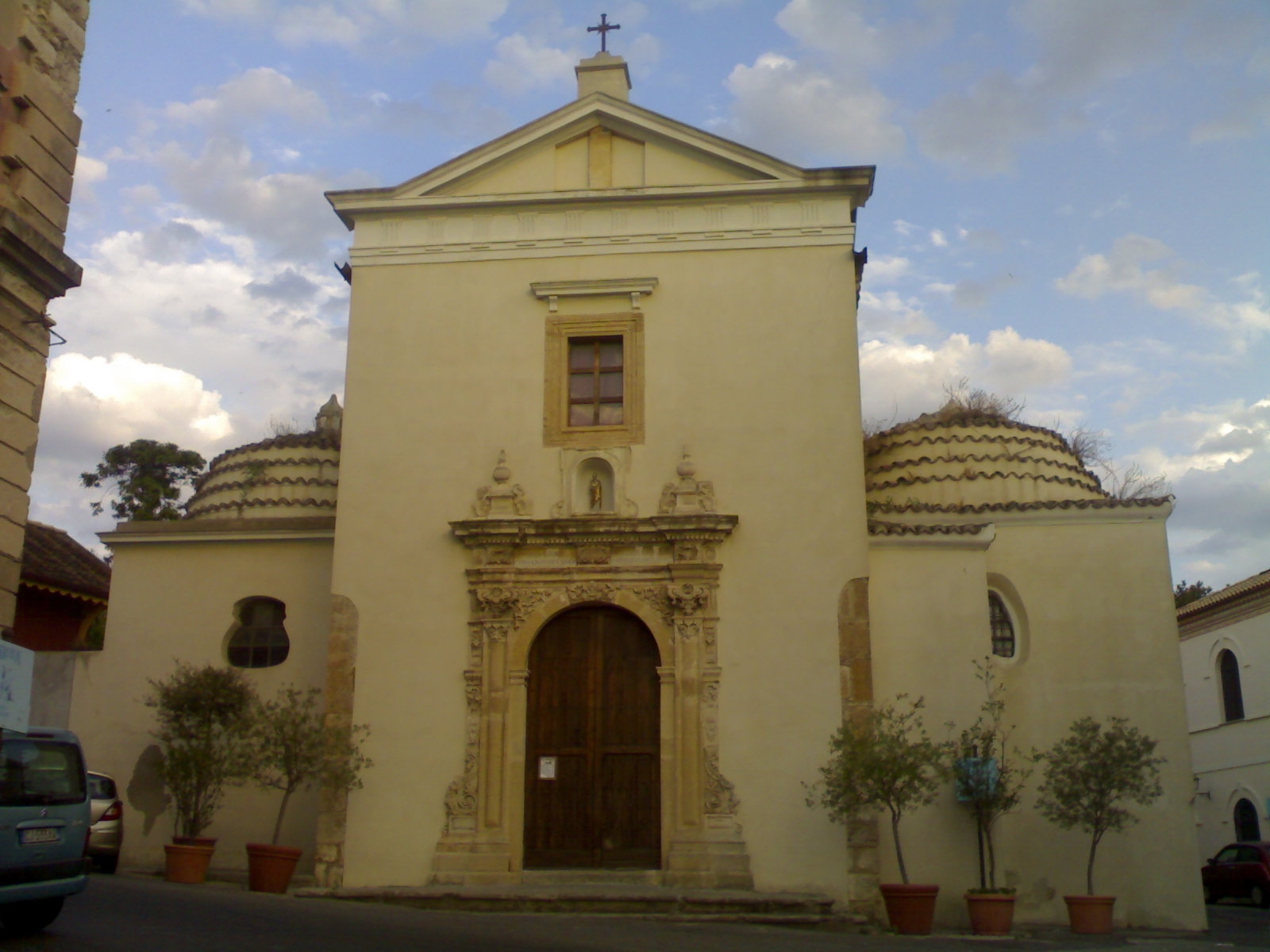
Храм святого Иосифа.
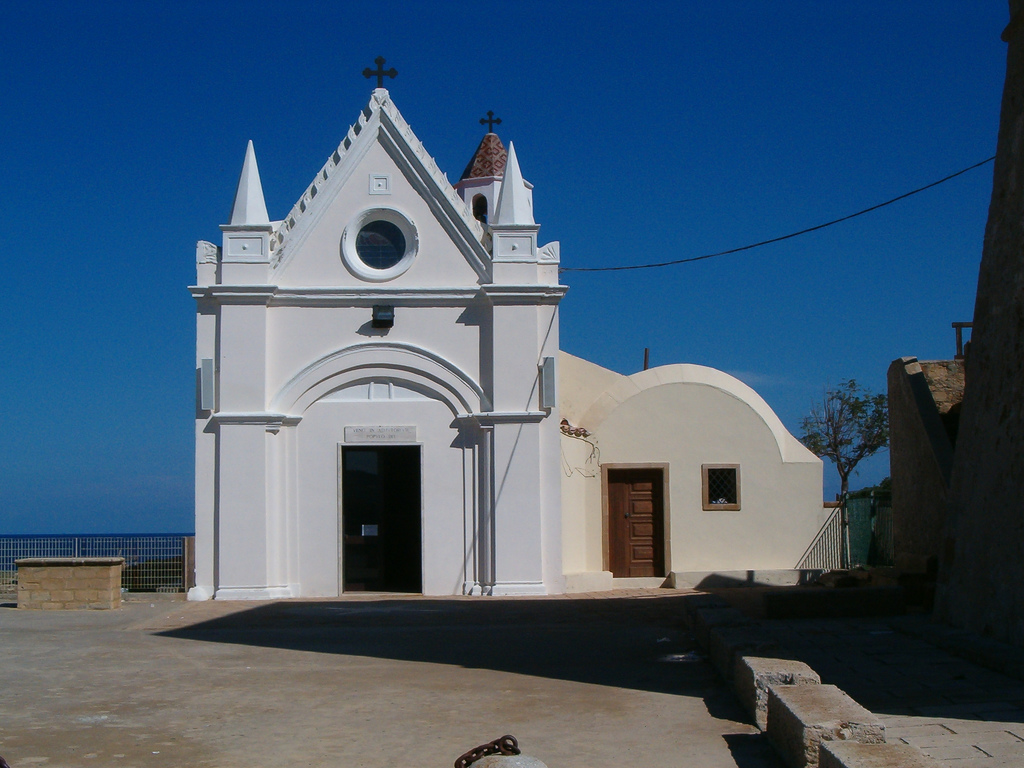
Санктуарий Пресвятой Богородицы (Santa Maria di Capo Colonna).
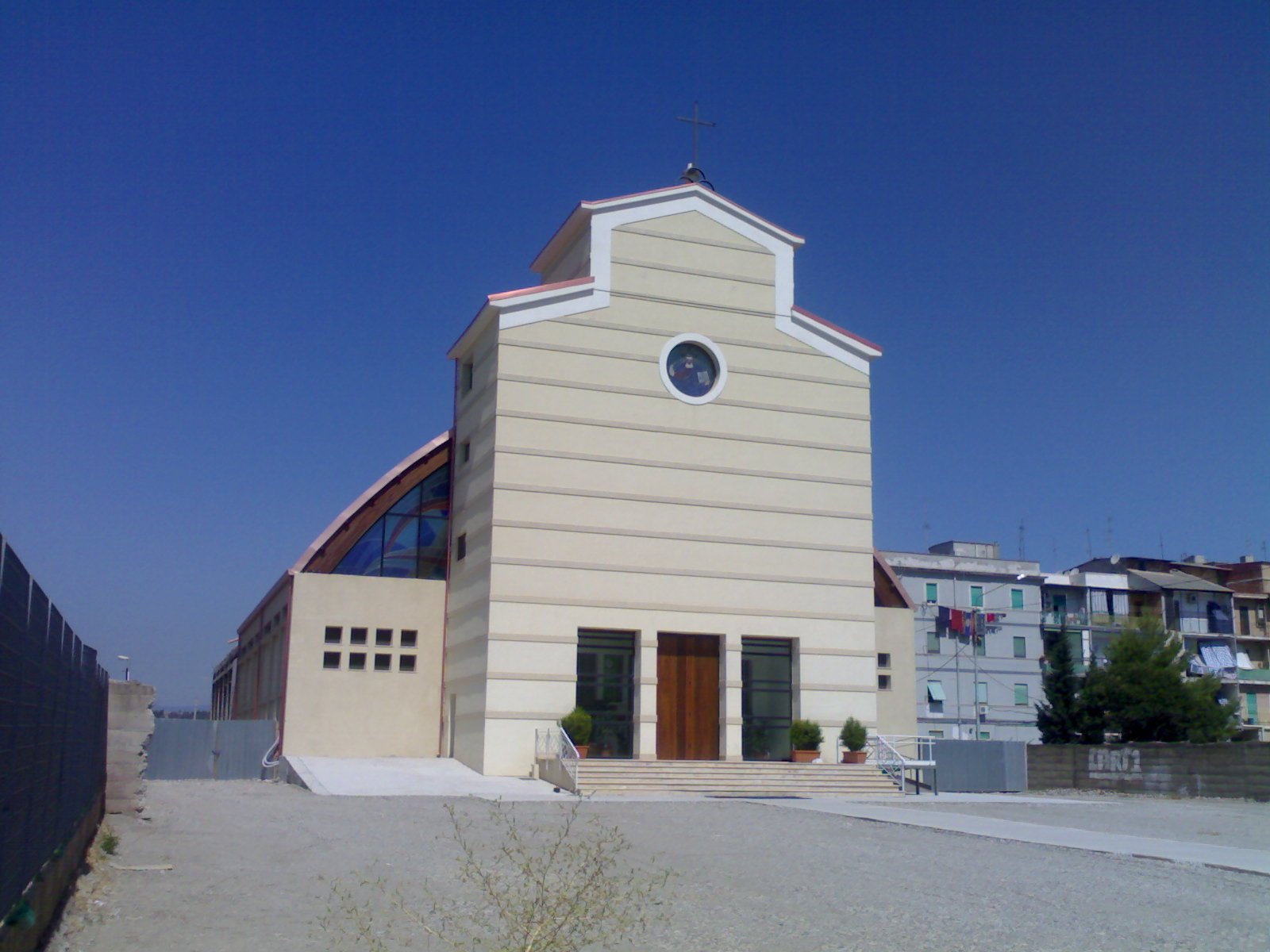
Храм Христа Спасителя.

## Города-побратимы
- Янница, Греция (2010)
- Порту, Португалия (2010)
- Хамм, Германия (2013)